# Бребовниця
Бребовниця (словен. Brebovnica) — поселення в общині Гореня вас-Поляне, Горенський регіон, Словенія. Висота над рівнем моря: 466,6 м.